# Sergei Wiktorowitsch Soin
Sergei Wiktorowitsch Soin (russisch Сергей Викторович Соин; * 31. März 1982 in Moskau, Russische SFSR) ist ein ehemaliger russischer Eishockeyspieler, der zuletzt beim HK Lada Toljatti in der Kontinentalen Hockey-Liga unter Vertrag stand.

## Karriere
Sergei Soin begann seine aktive Laufbahn im Jahr 1998 beim russischen Erstligisten Krylja Sowetow Moskau, den er 2003 verließ. Beim NHL Entry Draft 2000 hatte ihn die Colorado Avalanche in der zweiten Runde an der 50. Stelle ausgewählt, für die er aber nie spielte. Im selben Jahr zogen ihn die Windsor Spitfires beim CHL Import Draft in der zweiten Runde als insgesamt 64. Spieler. Aber auch dorthin wechselte er nicht. Nach zwei Spielzeiten beim HK ZSKA Moskau stand er zwischen 2005 und 2011 beim Sewerstal Tscherepowez unter Vertrag.
Im Mai 2011 wurde Soin für zwei Jahre vom OHK Dynamo verpflichtet und gewann mit diesem 2012 und 2013 jeweils den Gagarin-Pokal. Nach der Saison 2014/15 lief sein Vertrag bei Dynamo aus und Soin wechselte zu Salawat Julajew Ufa. Nach zwei Jahren dort schloss er sich dem HK Lada Toljatti an, bei dem er 2018 seine Laufbahn beendete.

### International
Sergei Soin absolvierte sieben Spiele für die russische Nationalmannschaft bei der Weltmeisterschaft 2003. Während seiner Juniorenzeit stand er bei der U18-Junioren-Weltmeisterschaft 2000 in sechs Begegnungen für sein Heimatland auf dem Eis und gewann die Silbermedaille. Zwei Jahre später war er Teilnehmer an der U20-Junioren-Weltmeisterschaft 2002 und gewann mit Russland die Goldmedaille. Zu diesem Erfolg steuerte Soin im Turnierverlauf zwei Tore bei.
Erst  2013 wurde Soin wieder bei einer Herren-Weltmeisterschaft eingesetzt und sammelte im Turnierverlauf 4 Scorerpunkte in 8 Spielen.

## Erfolge und Auszeichnungen
- 2000 Silbermedaille bei der U18-Junioren-Weltmeisterschaft
- 2002 Goldmedaille bei der U20-Junioren-Weltmeisterschaft
- 2012 Gagarin-Pokal-Gewinn mit dem OHK Dynamo
- 2013 Gagarin-Pokal-Gewinn mit dem HK Dynamo Moskau